# Orthocarpus barbatus
Orthocarpus barbatus är en snyltrotsväxtart som beskrevs av J. S. Cotton. Orthocarpus barbatus ingår i släktet Orthocarpus och familjen snyltrotsväxter. Inga underarter finns listade i Catalogue of Life.